# 牟智洙
牟智洙（韓語：모지수，1969年6月3日—），是韩国著名的男子短道速滑运动员。他是1992年冬季奥林匹克运动会短道速滑比赛5000米接力金牌获得者。

## 职业生涯
1992年阿尔贝维尔冬奥会中，牟智洙获得5000米接力金牌。

## 资料来源
- 奥林匹克数据库网站(英文)
- 牟智洙-国际滑冰联盟（ISU）